# 曹勇 (1965年)
曹勇（1965年2月—），男，汉族，安徽舒城人，中华人民共和国政治人物。六安师专（今皖西学院）中文系汉语言文学专业毕业，安徽省委党校经济学专业研究生学历，工商管理硕士，经济师，安徽大学兼职教授。

## 生平
1985年7月从六安师专毕业后参加工作，进入东风机械总厂（国营九三二四厂），官至常务副厂长。1995年11月加入中国共产党。2002年2月，任淮北市政府副市长。2004年7月，任中共淮北市委常委、副市长。2004年8月，任中共淮北市委常委、秘书长。2005年9月，任安徽省政府副秘书长。2008年4月，任中共淮南市委副书记、市政府副市长、代市长（2008年6月当选市长）。2013年2月，任安徽省商务厅党组书记、厅长。
2013年，担任第十二届全国人民代表大会安徽地区代表。因涉嫌严重违纪，2015年1月15日，安徽省第十二届人大常委会第十七次会议决定接受其辞去第十二届全国人民代表大会代表职务。
2014年11月21日，涉嫌严重违纪，接受组织调查。2015年7月被开除党籍和公职。 